# Cot Tanohmirah
Cot Tanohmirah är ett berg i Indonesien.   Det ligger i provinsen Aceh, i den västra delen av landet, 1 800 km nordväst om huvudstaden Jakarta. Toppen på Cot Tanohmirah är 450 meter över havet.
Terrängen runt Cot Tanohmirah är varierad. Runt Cot Tanohmirah är det tätbefolkat, med 276 invånare per kvadratkilometer. Närmaste större samhälle är Banda Aceh, 17,1 km norr om Cot Tanohmirah. Omgivningarna runt Cot Tanohmirah är en mosaik av jordbruksmark och naturlig växtlighet.